# Salsa de pan

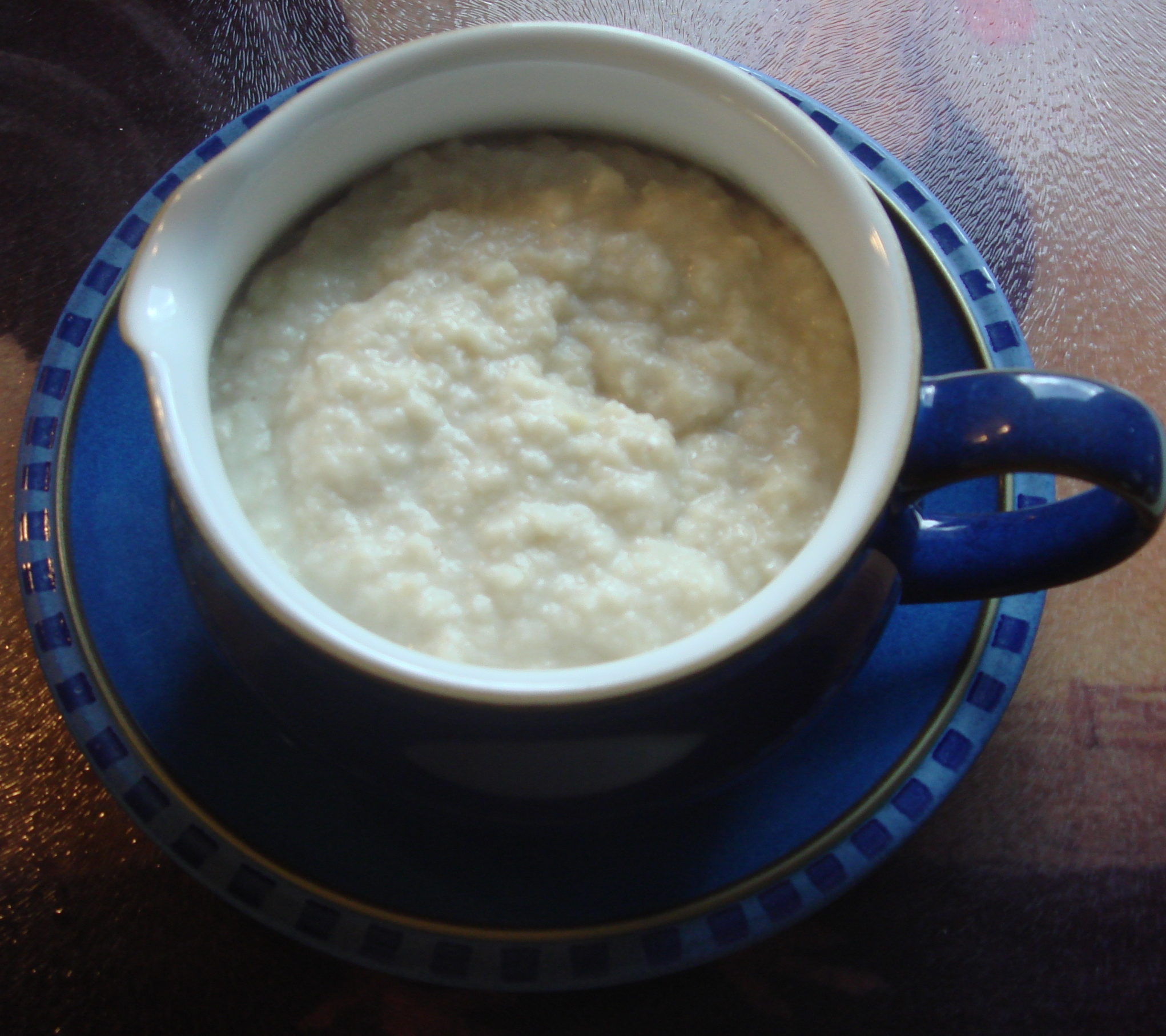
Salsa de pan en salsera.

La salsa de pan es una salsa que se prepara con pan. Suele ser una salsa servida caliente que acompaña los platos principales. Se trata de una salsa que en las gastronomías europeas posee su origen en las sopas a base de pan cocinas medievales (sop, sopas de ajo, sopas de gato, Bread pudding, etc). elaboradas con mantequilla, caldos, lácteos, etc. 

## Características
Es una salsa económica que suele preparase con migas de pan humedecidas en un medio líquido que se suele poner en un foco de calor. En algunos casos se añaden frutos secos como nueces. Se aromatiza con especias como nuez moscada, pimienta negra. Este tipo de salsa suele acompañar platos de carne de caza.